# Duguetia vallicola
Duguetia vallicola é uma espécie de magnólia. Foi descrito pela primeira vez por James Francis Macbride. Duguetia vallicola pertence ao gênero Duguetia, e à família Annonaceae.